# Hoya gracilis
Hoya gracilis ist eine Pflanzenart der Gattung der Wachsblumen (Hoya) aus der Unterfamilie der Seidenpflanzengewächse (Asclepiadoideae).

## Merkmale
Hoya gracilis ist eine zierliche epiphytische, hochkletternde, windende Pflanze mit fadenförmigen, verzweigten Trieben. Die spärlich beblätterten Triebe sind kahl, biegsam und besitzen gelegentlich Haftwurzeln. Die ausgebreiteten, gegenständigen Blätter sind kurz gestielt, die dicken Blattstiele sind 0,5 bis 1 cm lang. Die dick-ledrigen Blattspreiten sind lanzettlich-elliptisch, 5,5 bis 7,5 cm lang und mittig 1,8 bis 2,3 cm breit. Die Ober- und Unterseiten sind kahl. Die Basis ist keilförmig, der Apex läuft spitz oder auch etwas stumpf aus. Die Blattnervatur tritt bis auf die Mittelrippe nicht prominent hervor.
Der doldenförmige Blütenstand besteht aus 20 bis 30 Blüten. Die runden Blütenstandsstiele sind 4 bis 6 cm lang und kahl. Die sehr schlanken Blütenstiele sind 1,2 bis 2 cm lang. Die länglichen Kelchblätter sind etwa 1,5 mm lang und außen kahl, der Apex ist stumpf. Die Blütenkrone hat einen Durchmesser von 0,7 cm und ist rot. Die Kronblätter sind zu weniger als der Hälfte verwachsen. Die eiförmigen Kronblattzipfel sind 0,5 cm lang und zurück gebogen, die Apices sind kurz gespitzt. Sie sind außen kahl, innen fein papillös-flaumig behaart. Die Nebenkrone ist rot. Die Nebenkronenzipfel sind annähernd horizontal ausgebreitet. Innerer und äußerer Fortsatz steigen auf. In der Aufsicht sind sie elliptisch-lanzettlich, der innere Fortsatz ist kurz geschnäbelt. Die Staubbeutel sind nur wenig kürzer als die inneren Fortsätze. Der äußere Fortsatz ist stumpf. Die Staubbeutel sind trapezoidal mit eiförmigen hyalinen Anhängen. Die Pollinia sind schlank, L/B-Verhältnis etwa 3:1. Der Apex ist gerundet. Die Caudiculae sind sehr kurz und dünn, das Corpusculum ist sehr klein und rhombisch, ohne Einschnürung und dornförmige Fortsätze. Der Griffelkopf ist konisch. Die Früchte sind dünn-spindelförmig 11 cm lang und messen nur 0,3 cm im Durchmesser, der Apex ist schnabelförmig ausgezogen.

## Ähnliche Arten
Hoya gracilis ähnelt Hoya lacunosa aber die Blätter sind länger und schmaler und auch die Nebenkrone differiert. Aufgrund der etwas unsicheren Herkunft von Hoya memoria wurde auch eine mögliche Synonymie der beiden Arten diskutiert. Pollinarien und Nebenkrone von Hoya gracilis und Hoya memoria unterscheiden sich aber deutlich.

## Geographische Verbreitung und Habitat
Hoya gracilis wurde auf der Insel Talisso/Pulau Talisei vor der Nordküste von Sulawesi (Indonesien) blühend im Juni 1886 gefunden. Simone Merdon-Bennack zweifelt am Herkunftsort und vermutet als ursprüngliche Heimat die Philippinen. Rudolf Schlechter beschrieb die Art anhand von Herbarmaterial.

## Taxonomie
Das Taxon wurde 1908 von Rudolf Schlechter anhand von Herbarmaterial beschrieben. Der Verbleib des Typus ist nicht bekannt. Die Datenbank Plants of the World online akzeptiert das Taxon als gültige Art.
Hoya gracilis wird zur Sektion Acanthostemma Kloppenburg innerhalb der Gattung Hoya R.Br.. Simone Merdon-Bennack führt Hoya memoria Kloppenburg (2004) unter den Synonymen auf. Diese philippinische Art wird jedoch von  Plants of the World online als eigenständige Art akzeptiert.